# Армянская область
Армянская область (арм. Հայկական մարզ, азерб. ارمنی ولایتی) — административная единица Российской империи, существовавшая в 1828—1840 годах на части исторической территории Восточной Армении
Армянская область с центром в городе Эривань включала территории бывших Эриванского и Нахичеванского ханств, вошедших в состав Российской империи согласно условиям Туркманчайского мирного договора, завершившего Русско-персидская война (1826—1828).
6 октября 1827 года была введена временная военная администрация на вновь завоёванных территориях, просуществовавшая до 21 марта следующего года, когда согласно Высочайшего указа Императора Николая I была образована Армянская область.
Создание области в составе России имело важное значение для всего армянского народа, который долгое время страдал от персидского и турецкого гнёта, как моральное, так и военно-политическое. Армяне активно поддерживали русские войска в ходе войны, а также принимали участие в развитии области. Создание Армянской области послужило важным фактором для гарантий физической безопасности и будущего возрождения армян России.
Сегодня бывшая территория области разделена между Республикой Арменией, илами Ыгдыр и Карс (Турция) и Нахичеванской АР Азербайджана.

## Предыстория
В июле 1826 года персидская армия пересекла границу, обозначенную в Гюлистанском договоре, завершившем Русско-персидскую войну (1804—1813), тем самым, начав новую войну (1826—1828), в ходе которой русской армии большую помощь оказало местное армянское население: часть армян вступала в ряды императорской армии, часть — создавала добровольческие отряды. Их идейным вдохновителем был архиепископ и будущий католикос всех армян Нерсес V Аштаракеци, он призывал молодых армян присоединиться к России и помочь освободить их родину. Во время войны он был одним из идеологов и организаторов армянских добровольческих отрядов, сражавшихся вместе с русской армией и внёсших важный вклад в победу.
1 октября 1827 года город Эривань был взят русскими войсками под руководством главнокомандующего Отдельным Кавказским корпусом И. Ф. Паскевича, в июле был взят Нахичевань. 10 февраля 1828 года между государствами был подписан Туркманчайский мирный договор, по которому Персия подтверждала все условия Гюлистанского договора, а также переход к России Эриванского и Нахичеванского ханств (часть территории Восточной Армении).

## История создания области

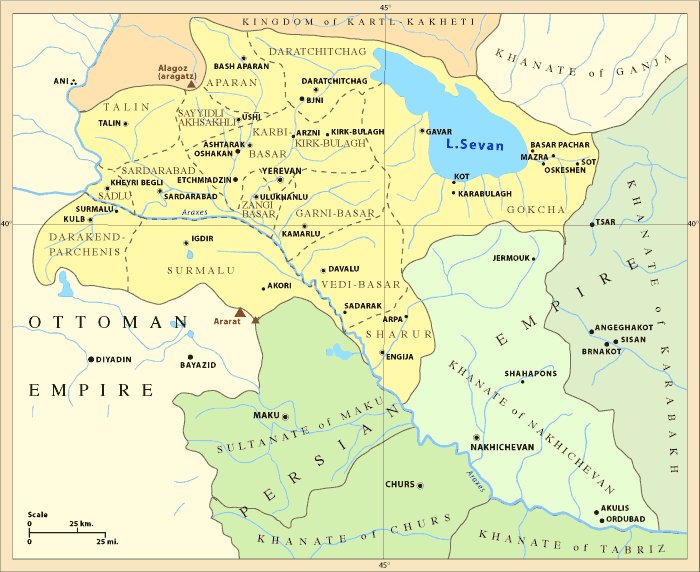
Армянская область занимала территории бывших Эриванского (помечено жёлтым) и Нахичеванского (помечено светло-салатным) ханств

Ещё до окончательной победы, 6 (18) октября 1827 года было организовано и утверждено временное областное управление краем (по сути — военная администрация) под председательством начальствующего над войсками, расположенных в области генерала А. И. Красовского, коменданта Эриванской крепости подполковника А. Бородина и армянского епископа Нерсеса V (будущего Католикоса Всех армян).
Задачами новой временной военной власти являлись:
- Установление порядка;
- Снабжение действующей армии;
- Налаживание экономических и торговых взаимоотношений с Российским Закавказьем (прежде всего с Грузинской губернией и Имеретинской областью);
- Проведение описи и учёта всего имущества на территории бывшего Эриванского и Нахичеванского ханств.
- Подготовить введение в области гражданского управления «путём обращения и введения в пользу казны всех доходов прежнего правительства и выяснением личных и имущественных прав разных сословий»

Что касается завоёванного Нахичеванского ханства, то временное управление этими территориями было возложено на Эксан-хана (наиб Нахичеванской провинции) и Шейх-Али-хана (наиб Ордубадской провинции) под непосредственным надзором областного правления.
Вновь завоёванная территория находилась в разорённом состоянии, об этом, в том числе, докладывал императору Николаю I И. Ф. Паскевич: «В провинциях Эриванской и Нахичеванской видны на всяком шагу последствия утеснительного управления персидского: везде встречаются развалины деревень и значительных селений, обрушивавшиеся водопроводы и засоренные каналы для наводнения полей». Из находившихся на завоёванной территории вновь 1111 сёл, только 752 были населены, остальные — были опустошённые.
В столице Российской империи — Санкт-Петербурге был собран специальный комитет для выработки проекта гражданского управления бывшими Эриванским и Нахичеванским ханствами. В него вошли И. И. Дибич, К. В. Несельроде, А. А. Закревский, Е. Ф. Канкрин и А. А. Вельяминов.
15 декабря 1827 года комитет представил проект И. Ф. Паскевичу, которому ранее император указал действовать, в том числе, в вопросах управления краем, по своему усмотрению. Согласно проекту образовывалась Армянская область, разделённая на Эриванский и Нахичеванский уезды с городовым правлением со смешанной судебно-полицейской властью в каждом, над которым стоит военный начальник области, подчиняющийся в свою очередь главному начальнику края. При начальнике области организовано областное правление, состоящее из двух советников — по полицейской и финансовой частям, а также двух советников — представителей местных народов. Муллы, кадии и старшины ведуют гражданскими делами. Возможность гражданского делопроизводства предусматривалась также в городском и областном правлении с утверждением начальником области. Уголовное производство осуществлялось в городовых и областных правлениях, а утверждалось главным начальником края. Все управление магалами оставалась аналогичным ханскому периоду, включая должностных лиц, пожелавших служить России.
Также в декабре 1827 года Николаю I был представлен проект организации административно-территориального устройства вновь завоёванной территории, разработанный видными армянами — российскими подданными (Х. Е. Лазарев, М. З. Аргутинский-Долгорукий, А. М. Худабашев), сводившийся к созданию автономного армянского государства под протекторатом и управлением Российской империи. Данный проект одобрен не был, так как подобное могло стать серьёзным прецедентом для территориальной целостности России, в частности — на Кавказе и в Закавказье.
В феврале 1828 года, после заключения мира с Персией, в связи с тем, что выбранный Красовским и Нерсесом курс не устраивал Паскевича, а также по причине клеветы в их адрес со стороны подполковника Корганова, они были отстранены от управления краем.
Тогда же Паскевичем было организовано областное правление под председательством А. Г. Чавчавадзе. В организационной структуре правления насчитывалось три советника: по исполнительной части; по финансовой и экономической части; по судебной частям (как гражданских, так и уголовных), а также областного прокурора. Имелся штат чиновников, служащих и переводчиков. Были организованы городовые суды — Эриванский и Нахичеванский, а также полицейские управления (Эриванское, Нахичеванское и Ордубадское), которые были подчинены областному правлению. В Эриванском городовом (провинциальном) суде председателем являлся городской полицмейстер, а членами — один казначей и четыре выбираемых старшины (кетхуды). В Нахичеванском городовом суде председателем являлся управляющий провинцией Эксан-хан, помощниками были один русский пристав, один казначей и двое кетхудов. Решения областного правления по важным уголовным делам вступали в силу только после утверждения начальника области, по остальным уголовным и гражданским — областное правление служило в роли ревизионной инстанции. Позднее были образованы полицейские управления независящие от судов под председательством Эксан-хана в Нахичевани, Шейх-Али-хана в Ордубаде. Эриванское полицейское управление состояло из полицмейстера и двух помощников (одного армянина и одного тюрка). Непосредственными исполнителями на местах являлись: четыре квартальных в Эривани, полицмейстеры и ночные приставы в Нахичевани и Ордубаде. Мирболюки в магалах, кетхуды и мелики — в сёлах.

Армянская область была образована Высочайшим указом от 21 марта 1828 года. Располагалась она на Армянском нагорье, на территории бывших Эриванского и Нахичеванского ханств, вошедших в состав Российской империи по Туркманчайскому договору. Некоторые восточные районы нагорья, такие как Лори, Газах и Нагорный Карабах не были включены в её состав. Несмотря на это, видные армянские деятели были довольны, поскольку им была предоставлена свобода в самоуправлении и возможность участвовать в управлении области в качестве помощников высокопоставленных русских управленцев. Кроме этого, они были благодарны тому, что официальный герб области напоминал царские штандарты древних армянских царств. 25 марта император Николай I принял титул «Государя Армянской области».
Высочайший указ правительствующему Сенату от 21 марта 1828 года, № 1888.
О наименовании присоединённых к России ханств Эриванского и Нахичеванского Областью Армянскою.
Силою трактата, с Персию заключённого, присоединённые от Персии ханство Эриванское и ханство Нахичеванское, Повелеваем во всех делах именовать отныне Областью Армянскою и включить оную в титул Наш. Об устройстве сей области и порядке её управления.
Правительствующий Сенат в своё время получит надлежащие повеления.

Подписано «Николай»

## Управление областью
В феврале 1828 года на смену временному управлению пришло вновь учреждённое областное правление под председательством (начальством) А. Г. Чавчавадзе, подчиняющегося лично главноуправляющему на Кавказе. В свою очередь, председателю областного правления подчинялись три советника: по судебной, финансовой и хозяйственной, а также исполнительной системам. Армянская область делилась на Эриванскую, Нахичеванскую и Ордубадскую провинции (последняя в некоторых документах именуется также Ордубадским округом после издания закона «Об устройстве управления Армянской Областью, с приложением штата оному Правлению» 23 июня 1833 года). В провинциях сохранялось деление на магалы, которое существовало ещё до русско-персидской войны в Эриванском и Нахичеванском ханствах Каджарской Персии.
Первоначально, в основном, формы ханского управления преобладали в новообразованной области. На высшие должности назначались русские чиновники, а на среднем и низших уровнях всё сталось без изменений со времён персидского владения. В крупнейших городах области — Эривани и Нахичевани функционировали городские суды, казначейства, а также полицейские управления (появилось и в Ордубаде). В сёлах действовали суды казиев, мулл и кетхудов. На первоначальном этапе, в Нахичевани и Ордубаде наибы сохранили свою власть. В помощь им придавались русские офицеры со знанием местных языков. Более мелкие территориальные единицы также оставались под властью бывших правителей — мирболуков, меликов и агаларов.
Однако подобная смешанная форма управления себя дискредитировала в глазах местных жителей из-за злоупотребления должностными лицами и коррупцией (прежде всего, это касается наибов Нахичевани и Ордубада[./Армянская_область#cite_note-_d6372cf105dc8912-40 [39]]). Армянское и малочисленное русское население жаловались на произвол местной администрации. В целом, возникла ситуация, когда из-за нехватки русских государственных служащих, местные чиновники оставались малознакомыми с российской системой государственного управления и российскими законами, одновременно с этим, наибы и чиновники, служившие при Каджарах, руководствовались старыми обычаями и законами, а русские офицеры, приданные им в качестве помощников, и вновь созданные суды — опирались на российские законы.
На протяжении 1828 года А. С. Грибоедов, являвшимся активным участником переговорного процесса и разработки условий Туркманчайского договора, написал несколько писем Паскевичу, в которых указывал на многочисленные ошибки при устройстве управления областью, а массовое недовольство населения объяснял «нашим беспорядочным управлением». Паскевич прислушался к мнению Грибоедова, что привело к определённым уступкам со стороны властей, в частности, мусульманскому населению было позволено решать некоторые споры посредством обращения к своим старейшинам, а не только через суд.
10 сентября 1829 года высочайше был утверждён штат Армянской области.
8 апреля 1831 года был принят закон, вернувший карательные функции в руки наибов Нахичевани и Ордубада (как было до установления российской власти), тем самым, предоставивший им юрисдикцию полиции и магальных беков, и значительно упростивший ситуацию в регионе.
В 1830 году начальником области был назначен В. О. Бебутов, который с самого начала своего управления принялся докладывать о существующих проблемах устройства и управления области. Многочисленные его жалобы вынудили Г. В. Розена отправить со специальной миссией губернатора Грузинской губернии Н. О. Палавандова. Тот отнёсся к поручению со всей ответственностью, объездил всю область, ознакомился с проблемами всех слоёв населения. После завершения миссии он представил рапорт о реальном положении дел:
Все население прославляет благость и великодушие государя, законы его, собственность каждого охраняющие, но никто не признает себя довольным судопроизводством областного правления: по причине медленности времени дел, неминуемо от установленного порядка протекающей.
 ... 
 Всякую медленность в решении дел, всякую обрядность делопроизводства — они принимают за притеснение со стороны правительства, не взирая на то, что чиновники здешние преисполнены деятельности и прилагают всякое старание к скорейшему окончанию дел.
Уже 23 июня 1833 года император Николай I издал закон «Об устройстве управления Армянской Областью, с приложением штата оному Правлению», разработанный Г. В. Розеном, Н. О. Палавандовым, В. О. Бебутовым и ликвидировавший систему коллегиальности управления и русифицировавший систему управления области. Согласно ему, вместо областного правления появилась канцелярия областного начальника, созданы специальные отделы за надзором в своих сферах (вместо советников). Суды (вместо городских появились провинциальные) комплектовались русскими чиновниками, а дела велись по законам Российской империи. Жители могли также обращаться в медиаторские и духовные суды. Появилось специальное управление по сбору податей и повинностей, деятельность которого заключалась в том числе и в «изыскании новых источников доходов».
Изменилось и административно-территориальное деление: Эриванская провинция теперь делилась на округа: — Эриванский, Сурмалинский, Сардар-Аббатский, Шарурский, которые, в свою очередь, делились на уже ранее существовавшие магалы. Начальниками округов назначались русские военные (или гражданские) чиновники, подчиняющиеся начальнику области. Управление магалами и сёлами осталось без изменений. Наибы сохранили свои позиции в управлении Нахичеванью и Ордубадом.
22 декабря 1833 года областным правлением области был принят новый штатный состав области казиев, мулл и кетхудов, в частности — порядок работы советников при главе области. Советники ныне именовались начальниками отделений:
- Первое отделение. Работа по найму и увольнению чиновников, опубликование указов и распоряжений по исполнительной части, работа с жалобами населения, ведение дел о происшествиях, выдача паспортов и приписных билетов;
- Второе отделение. Следственные мероприятия и судебные дела всех типов;
- Третье отделение. Вопросы миграционного учёта, камерального описания, выдача ассигнований и продовольственных распоряжений, хозяйственная деятельность.

Городские суды Эривани и Нахичевани преобразовывались в провинциальные с передачей ведения уголовных дел Второму отделению. Образовывалось Управление по доходам и казённым имуществам с подчинением Эриванского городского казначейства. Секретарь областного правления управлял ведением секретными, пограничными и различными текущими делами.
Позднее, императорское правительство, ввиду серьёзного недовольства местной знати резкими изменениями в укладе управления областью, было вынуждено пойти на уступки и внесло изменения в данный закон, в части, касающейся собственности на землю. Также государство стремилось расположить к себе духовенство, как армянское, так и мусульманское.
11 марта 1836 года Николай I именным указом утвердил «Положение об управлении делами Армяно-Григорианской церкви в России», состоящее из 10 глав и регулирующее взаимоотношения императорского правительства и Армянской Апостольской церкви. Проект документа появился ещё в 1830 году с принятием закона «Учреждения по управлению делами Армянского духовенства в России», локализовавшим деятельность Армянской церкви на территории России. В основном, изменения коснулись самой структуры Армянской церкви: у Патриаршеств (Первопрестольный Эчмиадзин, Иерусалимский и Константинопольский патриаршества, а также католикосаты Ахтамара и Киликии) в подчинении находились около сорока епархий, а им, в свою очередь, подчинялись приходы.

При разработке Положения учитывалось мнение католикоса всех армян Ованесом VIII Карбеци, а также министра внутренних дел Д. Н. Блудова и Государственного Совета Российской империи. Большой вклад в его разработку внёс Х. Е. Лазарев. Именно с его предложениями, по мнению д.и.н., проф. Туняна В. Г., связано решение об именовании Армянской Апостольской Церкви «Григорианской»: «… предлагаемое наименование было шире чем „Закавказская Армянская церковь“, поскольку её главенство в первом случае автоматически должно было признаваться всеми иерархическими престолами; во-вторых, данное наименование позволяло оказывать содействие политическим интересам Российской империи на Ближнем Востоке, особенно в Османской империи, поскольку после утраты независимости Армении св. Эчмиадзин выступал в качестве духовного и национально-политического института; в-третьих, св. Гр. Первосвятитель являлся святым как для Русской Православной церкви, так и Католической церкви, мощи которого находятся до сих пор в церквях Неаполя и Нардо, нося название Сан Грегорио Армено». В указе Николая I, в частности, говорилось:
Именной указ, данный Сенату от 11 марта 1836 года № 8970.
По покорении войсками Нашими Эчмиадзина, древнего местопребывания Верховного Патриарха Армяно-Грегорианской Церкви и Католикоса всего Гайканского народа, и по присоединении онаго, вместе с Армянской областью, к Российской империи, Мы признали нужным управление делами сей Церкви и духовенства оной установить на твёрдых и ясных началах.

Вследствие сего Мы Повелели начертать на месте проекта полнаго положения о управлении делами Армяно-Грегорианской Церкви, приняв к оному в основание собственные древния ея установления, и сообразив их с общими законоположениями Нашей Империи.
Положение признавало Армянскую церковь соборной и вселенской, предоставляя большую автономию, а также гарантии безопасности и неприкосновенности её собственности. Духовенство освобождалось от налогов, а армянскому населению была гарантирована свобода вероисповедания. Эчмиадзину было предоставлено главенство над шестью Российскими епархиями Армянской Апостольской церкви: Ереванской, Грузинской, Карабахской, Ширванской, Нахичеванской и Астраханской. Католикос всех армян избирался церковно-национальным собранием светских и духовных представителей от всех епархий и глав иерархических престолов на пожизненный срок. Утверждал главу церкви лично Государь Император из числа предоставляемых ему кандидатов (обычно двух). Управление армянскими школами возлагалось исключительно на церковь, также церкви было дано право открывать новые школы с одобрения Министра внутренних дел. На протяжении последующих 50 лет государство минимально вмешивалось в дела Армянской церкви.

### Начальники области
| 21 марта 1828 — 25 мая 1829   | князь Александр Гарсеванович Чавчавадзе (де-факто с 30 января по 25 марта 1829 г. - князь Моисей Захарович Аргутинский-Долгорукий, с 25 марта 1829 г. - Даниил Фёдорович Кандыба) |  |
| 25 мая 1829 — 13 февраля 1830 | князь Моисей Захарович Аргутинский-Долгорукий |  |
| 13 февраля 1830 — 30 мая 1838 | генерал-майор, князь Василий Осипович Бебутов |  |
| 30 мая 1838 — март 1839       | генерал-майор Андрей Григорьевич Пацовский |  |
| март 1839 — апрель 1840       | полковник Михаил Луарсабович Сумбатов |  |

## Ликвидация области

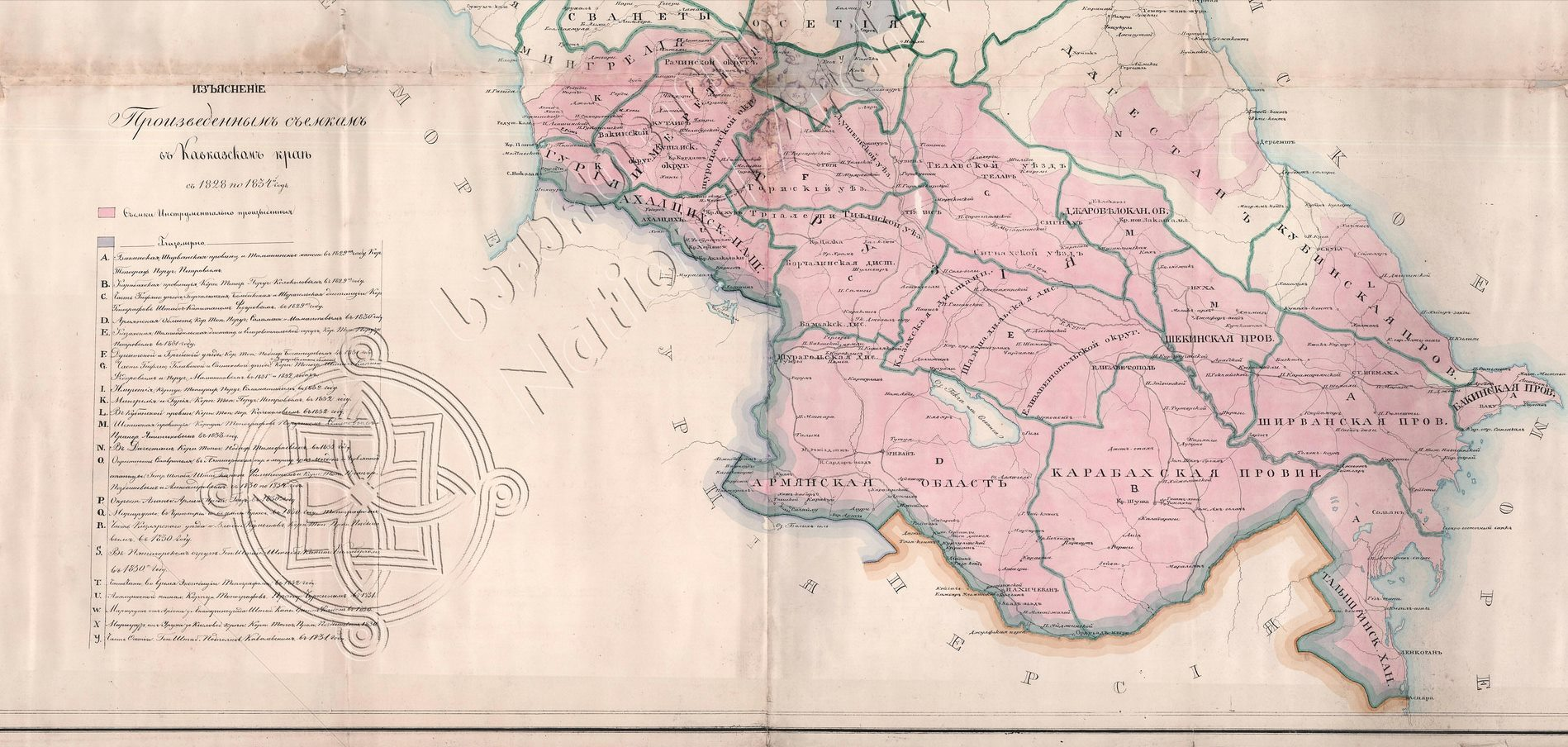
Российское Закавказье в 1834 году

Начиная с 1834 года специальным межведомственным комитетом, созданным по указанию Правительствующего Сената, велась разработка реформы системы управления Закавказским краем. 10 апреля 1840 года Николай I издал новый указ «Учреждение для управления Закавказским краем», который ликвидировал особый статус области и объединил всё Российское Закавказье в две административные единицы — Грузино-Имеретинскую губернию и Каспийскую область, которые, в свою очередь, делились на уезды, а уезды — на участки. Царское правительство опасалось углубления националистических настроений среди населения в Закавказье и направило свою политику на объединение контрастных географических образований в новые области с неестественными границами и неоднородным населением. Выдержка из указа:
Высочайшее утверждённое учреждение для управления Закавказским краем
Именной указ, данный сенату. — Признав необходимым, для блага верноподданных наших за Кавказом водворить в Закавказском крае твёрдый порядок гражданского управления и утвердив составленные, для сего, особым комитетом и одобренные Государственным советом проекты:
1) Учреждения для управления Закавказским краем;
2) Штата всего управления;
3) Положения о городском общественном управлении в Тифлисе;
4) Положения о комитетах земских повинностей;
5) Положения о преимуществах чиновников, служащих за Кавказом.

Повелеваем, привести их в полное действие с 1 января 1841 года, согласно с наставлением, данным Нами главноуправляющему Закавказским краем.
Армянская область была ликвидирована. Вместе с Джавахетией, Лори и другими историческими регионами, территории упраздненной Армянской области были включены в состав Грузино-Имеретинской губернии, тогда как Зангезур, Нагорный Карабах и его юго-восточные границы — в состав Каспийской со следующей системой управления: главное, губернское и уездное. Территория бывшей Армянской области была разделена между образовавшимися Эриванским, Нахичеванским и Александропольским уездами. Уезды делились на участки, находившиеся под управлением участковых заседателей. Интересы местных знатных родов сильно пострадали от введения этого закона. Меликов и агаларов лишили власти, а коменданты из провинций были заменены уездными начальниками, наибы — участковыми из русских чиновников.
Новое административно-территориальное деление подстегнуло русофобию некоторых коренных народов. Мусульманские восстания охватили весь Кавказ. Стремясь справиться с этой и другими задачами, император в 1844 году объединил Закавказье с Кавказом в единое наместничество— Кавказский край. Возглавил новую территориальную единицу князь М. С. Воронцов (одновременно став и главноначальствующим войсками на Кавказе), которому было предписано установить более жёсткий контроль над беспокойным многонациональным и многоконфессиональным краем.

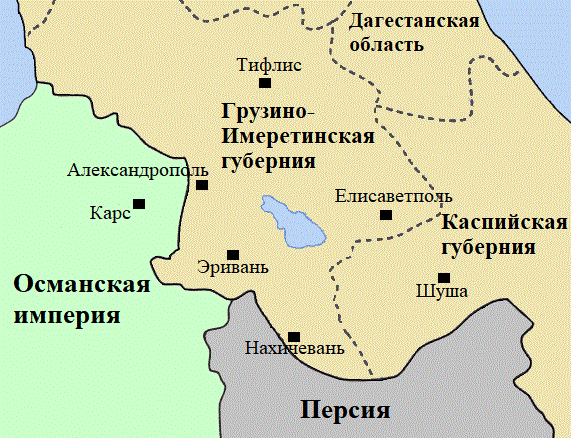
Административно—территориальное деление Российского Закавказья, 1840 — 1845 гг.
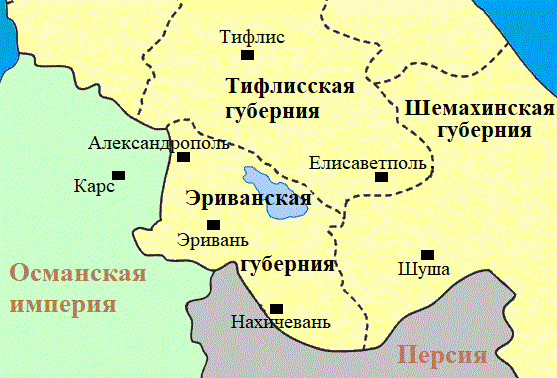
Административно—территориальное деление Российского Закавказья, 1845(49) — 1868 гг.

Высочайшим указом императора Николая I данным Сенату 9 июня 1849 года из Эриванского, Нахичеванского и Александропольского уездов (кроме Ахалкалакского участка), отделенных от Тифлисской губернии, а также из Мигринского участка и селения Капак, отделенных от Шемахинской губернии, была образована Эриванская губерния, в составе которой теперь было 5 уездов с новыми границами: Эриванский, Нахичеванский, Александропольский, Ордубатский, Ново-Баязетский.

## Административно-территориальное деление
Армянская область делилась на Эриванскую, Нахичеванскую и Ордубадскую провинции (последняя после 1833 года также именуется в некоторых документах "Ордубадским округом" ). Провинции делились на магалы.
После издания закона «Об устройстве управления Армянской Областью, с приложением штата оному Правлению» 23 июня 1833 года Эриванская провинция делилась на округа: — Эриванский, Сурмалинский, Сардар-Аббатский, Шарурский, которые, в свою очередь, делились на уже ранее существовавшие магалы. Начальниками округов Эриванской провинции назначались русские военные (гражданские) чиновники.
В ходе ликвидации области и вхождения её территории в состав Грузино-Имеретинской губернии, образовались уезды: Эриванский, Нахичеванский и Александропольский.

## Население
Вплоть до XVII века, армяне всё ещё составляли большинство населения Восточной Армении, однако постоянные войны, опустошительные вторжения и вынужденные переселения, сильно сократили численность армянского населения и разорили территорию Армении.
Джордж Бурнутян отмечает, что у исследователей нет единого мнения о том, в какой именно период армянское население стало меньшинством на территории Восточной Армении. Одни утверждают, что несмотря на Византийско-сельджукские войны, разрушения и разорительные походы, сопровождающие эти конфликты, армяне сохраняли большинство до нашествия армии Тамерлана и заселения на эти территории тюркских кочевников до и во времена правления Ак-Коюнлу и Кара-Коюнлу, другие, — что армянское большинство сохранялось до массового изгнания армян в Персию при шахе Аббасе I и непродолжительной османской оккупации Закавказья в XVII веке. К началу XIX века, как утверждает Ричард Ованнисян, «на момент формирования области, армяне составляли едва ли треть населения», армяне сохранили значительное большинство лишь в горных районах Карабаха и Сюника (Зангезура). Эти районы не были включены в состав Армянской области.
В течение предшествующих столетий, переселение кочевых племён на богатые земли вдоль рек Армянского нагорья, обратило вспять историческое преобладание армянского населения, а ислам постепенно становится доминирующей религией в регионе.
В период персидского правления в Восточной Армении (1555—1828), власти проводили политику насильственной депортации местных армян вглубь Персии, и напротив, активно заселяли армянские области в Закавказье кочевниками. В ходе Турецко-персидской войны (1603—1618) из Восточной Армении в Сефевидскую Персию по приказу шаха Ирана Аббаса Великого, в период 1604—1605, было принудительно изгнано, по разным оценкам, от 250 000 до 300 000 армян, а армянские города и сёла были разграблены и уничтожены. Это привело к значительному удару по демографическому положению армян в регионе.
До вхождения в состав России, армянское население Восточной Армении, по причине войн, изгнаний и тирании местных правителей, на протяжении предыдущих столетий (в 1746 году по приказу Надир шаха, 1000 армянских семей были насильно переселены из Нахичевани в Хорасан, а в период с 1795 года, только из города Эривань было вынуждено переселиться на территорию Грузии свыше 20 000 армян), сократилось до чуть более 20 %, в то время как около 80 % населения двух ханств (Эриванского и Нахичеванского) были мусульманами (персы, тюрки и курды; 117 849 мусульман и 25 151 армян).
Российское «Камеральное Описание» 1831 года насчитало в бывшем Эриванском ханстве 521 село, из которых 300 - полностью безлюдными. И. И. Шопен, описывая эти 300 брошенных селений, указывает, что все они были армянскими населёнными пунктами, откуда армянское население было насильственно изгнано во время опустошительных военных походов персидских войск в XVIII веке, и добавляет, что сюда часто заходили тюркские кочевники, чтобы наживиться остатками брошенного армянского имущества, и они же (тюркские кочевники) дали всем этим населённым пунктам новые названия и считали эти деревни "своей собственностью"
Российское правительство, по политическим, экономическим и военным причинам решительно призывало армян переселиться на территорию вновь созданной области. Первоначально, подобные планы были и в отношении русских жителей империи.
В 1820-х годах на территории Эриванского ханства проживало мусульман 49 875 человек, или 71,5 % населения, в то время как коренное армянское население составляло 20 073 человека, или 28,5 %. Мусульманское население бывшего Нахичеванского ханства составляло 24 385 человек, или 83 %, в то время как армянское население — 5 078 человек, или 17 %. Накануне вхождения я состав России, население обоих ханств составляло 99 411 человек, из которых 74 260 человек, или 75 %, были мусульманами и 25 151 человек, или 25 %, были армянами.
Статья XV Туркманчайского договора обязывала Персию не препятствовать переселению армян в пределы Российской империи, давая право в течение одного года осуществить переезд, а в течение пяти лет — продать недвижимое имущество. Россия также оказывала финансовую и техническую помощь людям, осуществляющим переезд.
| Из Персии эмигрировало армянского населения (включая потомков армян, ранее насильственно переселённых шахом Аббасом на территорию Персии): - в провинцию Эриванскую — 23 568 чел. - в провинцию Нахичеванскую — 10 652 чел. - в округ Ордубадский — 1340 чел. | Из Турции переселилось армянского населения: - в провинцию Эриванскую — 21 639 чел. - в провинцию Нахичеванскую 27 чел. |

| Мусульман проживало: - в провинции Эриванской — 49 875 чел. - в провинции Нахичеванской — 17 138 чел. - в округе Ордубадском — 7247 чел. | Армян проживало: - в провинции Эриванской — 65 280 чел. - в провинции Нахичеванской — 13 369 чел. - в округе Ордубадском — 3728 чел. |

Итого, согласно И. И. Шопену, население области составляло 156,637 человек, из них армян — 82,377 человек, население мусульманского вероисповедания — 74,260 человек.

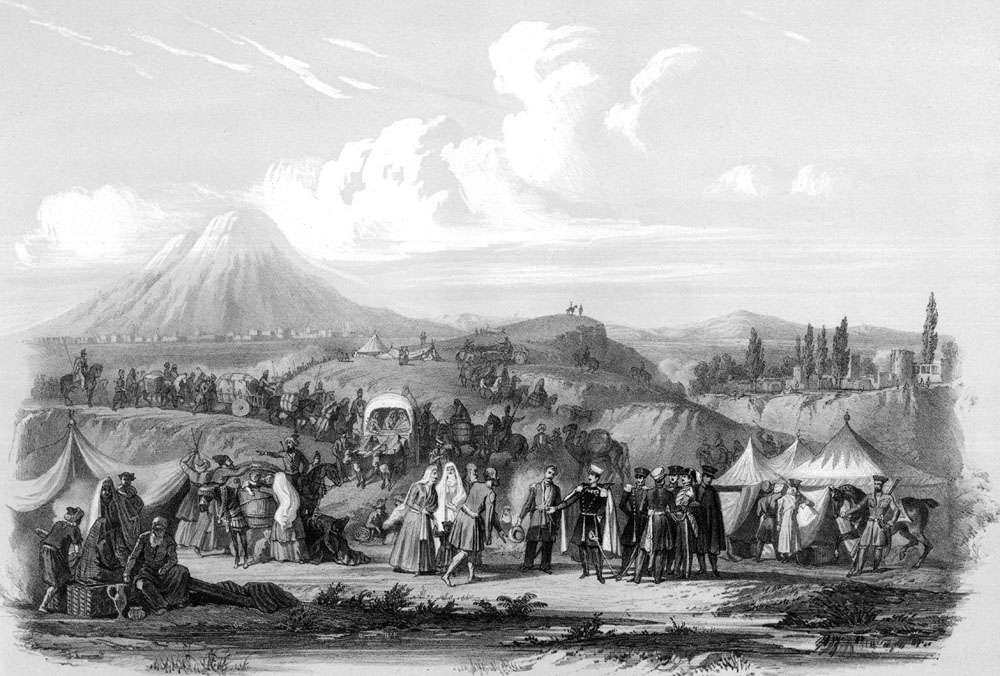
Мошков В. И. Переселение армян в Россию, 1828 год

К 1832 году население области составляло 164 450 человек: армяне — 50,09 % (82 377 человек), мусульмане — 49,91 % (82 073 человека, за счёт возвращения 7813 человек из числа тюркских кочевников, покинувших регион во время войны с Персией). Два века спустя после депортации, армяне смогли лишь достичь паритета с мусульманским населением на части своей исторической родины.
В Эривани в этот период проживало 12 310 человек. В Нахичевани — около 5470 человек (армян —1829 человек, мусульман — 3641).
Уже в 1838 году, после притока армян из Персии и Турции, они составляли половину от 165 000 жителей провинции. Сюда также переезжали армяне из других частей Закавказья, но основным источником увеличения армянского населения оставался постоянный поток беженцев из Турции.
Мусульманское население состояло из персов, тюркских племён и курдов и было оседлым, полукочевым или кочевым, в отличие от армян, которые поголовно состояли из оседлого населения.
В первые годы своего существовали, крестьяне составляли около 90 % населения области, торговцы и ремесленники — около 6 %, остальная часть населения принадлежала к высшим сословиям и духовенству.
Имеются сведения, что некоторые армяне, кто эмигрировал из Персии, были особенно недовольны и утверждали, что в Иране с ними обращались лучше. Часть из них позже (в 1850-х годах) решили покинуть свою родину и вернулись в Иран, где их приветствовали в Тебризе наследный принц Аббас Мирза и его преемники. Например, к 1868 году армянское население Тебриза увеличилось до 5 тыс. человек.

## Экономика
Уже весной 1828 года была начата геологоразведка Дарачичагского и Агаракского медносвинцовых рудников. Добыча руды производилась на Алавердском и Шамлугском медных заводах Лори. Разработка соли осуществлялась на Кульпинском промысле.
Первоначально, было несколько категории коммерсантов:
- Бакхалы (овощи и фрукты);
- Харчевники (напитки и халва);
- Алафы (мука и ячмень);
- Атар (различные мелкие товары).

В импорте лидирующие позиции занимали шелковые и бумажные товары из Османской империи и Персии, а экспорте — рис, хлопок, пшеница, масло (льняное и кунжутное), ячмень, водка и вино. Лидерами в выращивании сельскохозяйственной продукции на территории области были хлопок и злаковые культуры (ячмень, пшеница, чалтык и др.).
Осуществлялась разработка медно-рудных и соляных месторождений.

### Налоги
Первоначально, налоговая система была аналогична персидской, однако в 1836 году она претерпела изменения: вместо натурального налога сроком на 6 лет вводился твердый, выплачиваемый не только продуктами (натуральный), но и деньгами. А со следующего года, налогом также стали облагаться жители, переселившиеся из Османской империи и Персии, которые ранее были освобождены от уплаты. С 1843 года вводился денежный налог.

### Таможня
К лету 1831 года с введением в действия «Положения о таможенном устройстве и торговле Закавказья», территория области делилась на таможни:
- Эриванскую (включавшую Александропольскую заставу и Кульпинский пост);
- Ах-Огланскую (включавшую Мегрийскую заставу и близлежащие посты);
- Нахичеванскую (включавшую Ордубадскую, Башнурашенскую и Сусайнскую заставы).

Позднее, 4 июня 1836 г. был обнародован царский указ «О переменах в таможенном управлении и торговых делах Закавказьем», согласно которому, произошло упразднение Эриванской таможни и нескольких застав — Александропольской, Кульпинской и Мегрийской. Территория бывшей Эриванской таможни была подчинена Александропольской таможне, также образовывалась Игдырская застава.

## Областной центр
Главным городом вновь образованной области стал Эривань. Согласно «Камеральному описанию Армянской области в 1829—1832 гг.», административно—территориальное деление города состояло из 3 районов (Шахри, Тапабаши и Демир-Булаг), на территории которых к тому времени имелось 1736 построек различного назначения. Большинство из 851 магазина, имеющихся в городе, располагалось в его центре вдоль площадей, возле мечетей и бань. Нередко, многие из них представляли собой просто ряды киосков.
В городе было расположено 8 мечетей, 6 армянских церквей и 1 православный храм.

## Герб
На накладном щите в средине главного изображен на голубом поле серебристый, снежный верх горы Арарата, в серебристых же облаках; на вершине горы ковчег, весь золотой. В нижнем отделении общий герб принимает вид половинчатого разделенного щита, в одной части, направо, в красном поле видна древнейшая корона армянских царей. Корона вся золотая, имеет звезду серебряную и осыпана жемчугом, повязка же и подкладка голубые. В другой части, налево, в зеленом поле изображена церковь Эчмиадзинская, вся серебряная, главы и кресты золотые. В верхнем отделении герба в золотом поле представлен российский орел, объемлющий и держащий как накладной щит, так и оба нижние разделения общего щита. Над всем гербом поставлена императорская корона
После того, как Русская армия овладела крепость Эривань, временная администрация использовала следующую печать: «Печать Армянского областного правления 1827 года», однако ни в Министерстве юстиции, ни в Герольдии не знали о её существовании. Только в 1832 году правительственные круги подняли вопрос о создании герба области. Проблематикой занимался и лично Николай I.
Над созданием проекта герба принимали участие ведущие общественнее деятели и чиновники, которыми был изучен вопрос о древних армянских гербах, после чего было рассмотрено несколько проектов:
1. Проект князя Василия Бебутова. Основан на гербах царских династий Аршакидов и Рубенидов, а также гербах царей Трдата и Тиграна Великого
2. Проект Александра Худобашева. По его задумке, герб должен был символизировать и отстаивать свободу и независимость Армении. На нем должно было быть изображение Льва, «восставшего от подавления Персии и гору Араратскую с ковчегом, по имени которой царство Армянское именуется царством Араратским».
3. Проект герба для Армянской области предложил по своей инициативе почётный член Петербургской академии наук, президент Академии художеств Алексей Оленин. 25 марта 1833 года после небольших доработок Николай I утвердил его проект[119].

Центральную фигуру герба составляет библейская гора Арарат с Ноевым ковчегом. В правой нижней части изображена корона Тиграна Великого, которая символизирует былое величие Армении. Эчмиадзин — один из первых в мире христианских храмов — показывает древние истоки армянского царства, говорит о вероисповедании армян. На гербе также присутствуют атрибуты самодержавной России: двуглавый орёл и императорская корона. История создания герба Армянской области ещё раз подтверждает, что области формально были даны некоторые привилегии, так как герб разрабатывался с учётом исторического прошлого края, его традиций и особенностей.
После ликвидации Армянской области и до образования Эриванской губернии эта территория была представлена в гербе Грузино-Имеретинской губернии в виде горы Арарат с Ноевым ковчегом на вершине, занимая один квадрат внутри щита, помещенного под российским двуглавым орлом.
На рисунке — один из щитов Большого государственного герба Российской империи, в 4-м поле которого находится герб титула «Государь области Арменския» — в золотом щите червлёный коронованный лев — бывший герб армянских царей (Киликийского армянского царства). Остальные поля щита указывают на титулы Российского Императора, как на «Черкасских и Горских князей и иных Наследного государя и обладателя».

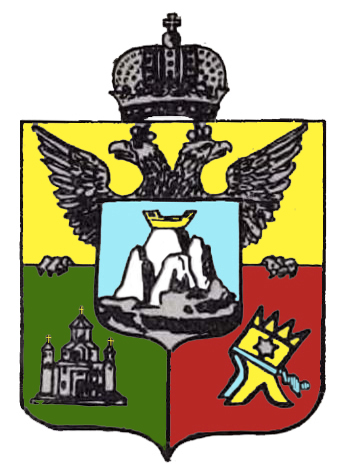
Герб Армянской области
Герб Грузино—Имеретинской губернии